# 亞歷山大·勒爾
亚历山大·勒尔（德語：Alexander Löhr，1885年5月20日—1947年2月16日），奥匈帝国、纳粹德国军官。曾长期担任德国在南巴尔干地区的最高长官，最终军阶大将。

## 生平
出生在奥匈帝国的圖爾努·塞韋林（今羅馬尼亞德罗贝塔-塞维林堡）的外西凡尼亞薩克森人家庭。早年立志成为军人，以步兵少尉的身份在黑塞哥维那服役。1913年进入参谋本部，勒爾被認為是奧匈帝國航空部隊的創始者之一。第一次世界大战期间，于1914年至1915年担任大队长。1916年转入参谋本部空军部任职，致力于整备奥地利的防空体系，因功升少将，任防空部长。
一戰後，勒爾繼續在奧地利服役。在奧地利共和國，他被認為推動了奧地利空軍的發展，該空軍最初是秘密準備的，因為它違反了《聖日耳曼條約》。
德奥合并后，加入德意志国防军，任奥地利地区的空军司令官。1939年升大将，担任新设的第4航空队司令官。

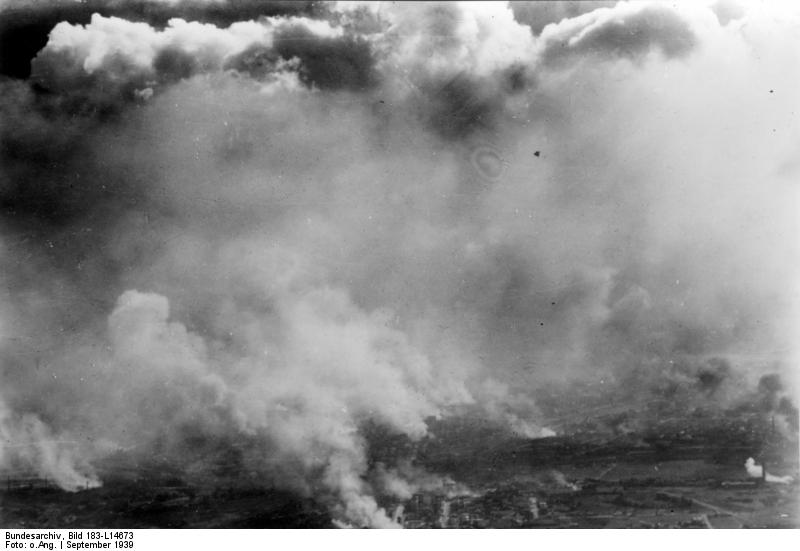
1939年轟炸華沙

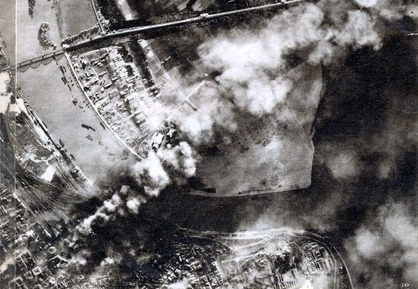
1941年轟炸貝爾格萊德

第二次世界大战爆发以后，率第4航空队参加波兰战役和巴尔干战役。1941年4月6日和7日，空袭贝尔格莱德，致1500人死亡；這違反了國際法，因為德軍沒有事先宣戰。他的空軍部隊隨後獲得了愛琴海的製空權，使德國軍隊能夠佔領克里特島。德國傘兵和奧地利山地部隊在那裡進行了多次屠殺。8月，任东南战区国防军司令官，驻扎巴尔干半岛，任第12軍團司令官。
1943年1月，任E集团军群司令官。其东南战区司令官的地位于1943年移交给马克西米连·冯·魏克斯，1944年6月出任第20山地集团军空军总司令。
1945年5月8日德国投降，当时勒尔及其所率15万人部队在南斯拉夫境内，距离奥地利的克恩顿州边境有三天的行程，他向英军交涉，希望全军在奥地利境内向英军投降，遭到英国的拒绝。其部队向南斯拉夫投降。勒尔逃跑，于5月13日被英军擒获，引渡给南斯拉夫。
在1947年2月5日至16日的審判中，南斯拉夫聯邦人民共和國軍事法庭因1941年他在未宣戰的情況下，下令轟炸貝爾格萊德而判處他死刑，勒爾沒有提出寬大處理請求。判決於1947年2月26日執行。同行的被告將軍、E集团军群指挥部的奧古斯特·施米德胡貝爾、約翰·福特納、弗里德里希-威廉·穆勒、弗里茨·奈德霍爾特、約瑟夫·庫伯勒、阿達爾伯特·隆查爾和岡特·特里布基特均被判處死刑并被絞刑處死。

## 紀念
在隸屬於奧地利國防部的天主教奧地利軍中教長區使用的維也納學院教堂裡，有一塊由奧地利和維也納航空俱樂部捐贈的亞歷山大·勒爾紀念牌匾。1955年諸聖節設立，它是為了紀念「…舊奧地利風格的軍事領袖，他因謙遜和人性而受到歡迎…」這塊牌匾從一開始就備受爭議。2014年9月，綠黨全國委員會成員哈拉爾德·瓦爾澤再次呼籲拆除戰犯紀念牌匾。軍方牧師回答說，他們想重新設計學院教堂的內部，但紀念牌“……絕不是為了美化戰爭罪行”，而是“……在教堂裡，重點是為死者祈禱」。
這塊牌匾間接引出了瓦爾德海姆事件。這是一場關於E集团军群老兵，後來的联合国第四任秘书长、奥地利总统庫爾特·瓦爾德海姆涉嫌參與納粹時代戰爭罪的國際辯論。它始於1986年奧地利總統競選期間，一直持續到1992年他的任期結束。
直到2015年，這塊牌匾最終被剔除。